# Kim Loeffler
Kim Loeffler (* 25. August 1972 als Kim Liljeblad) ist eine ehemalige US-amerikanische Triathletin.

## Werdegang
Kim Liljeblad wuchs mit ihren vier Geschwistern (zwei Brüdern, ihrer Zwillingsschwester Kelly und einer älteren Schwester), in Long Island auf. Als Kind spielte sie Rollhockey, Baseball und fuhr Dirt Bikes. An der High School sowie ihrer Zeit an der University of Massachusetts betrieb sie Crosslauf und Leichtathletik.
Nach dem College trainierte sie bei der Boston Athletic Association mit dem Ziel, sich beim Marathon für die Olympischen Spiele zu qualifizieren. Als sie nach zwei schweren Knieverletzungen innerhalb von zehn Monaten einer Freundin bei einem Triathlon in der Region zusah, beschloss sie auch bei Triathlons zu starten. Die Erfahrung durch die Variabilität des Trainings im Vergleich zum Marathontraining auch große Trainingsumfänge verletzungsfrei zu verkraften, ließ in ihr den Entschluss reifen, 2001 eine Karriere als Profi-Triathlet zu starten. Erschwert wurde dies allerdings dadurch, dass sie mit ihrem Mann gerade nach Vermont gezogen war, sich dort selbständig gemacht hatten und neben dem Training Vollzeit arbeitete.

Mit der Zeit gelang ihr aber, sich aus dem Geschäft zurückzuziehen und sich voll auf den Triathlon zu konzentrieren.
Ihre beste Platzierung erreichte sie beim Ironman Hawaii (Ironman World Championships) 2005 mit dem achten Rang.
Kim Loeffler wurde trainiert von Lance Watson, der u. a. auch Chris Lieto und Lisa Bentley betreut.
Sie lebt mit ihrem Ehemann Brian Loeffler in Colchester. Auch ihre Zwillingsschwester Kelly Liljeblad ist erfolgreich als Triathletin und Marathonläuferin aktiv.
Kurz vor der Geburt ihres Kindes im Juli 2013 zog sie sich vom Leistungssport zurück und ist seither als Trainerin für Crosslauf und Triathlon aktiv.

## Sportliche Erfolge
| Datum/Jahr    | Rang | Wettbewerb            | Austragungsort | Zeit     | Bemerkung                                     |
| ------------- | ---- | --------------------- | -------------- | -------- | --------------------------------------------- |
| 19. März 2011 | 7    | Ironman 70.3 San Juan | San Juan       | 04:29:02 | [ 3 ]                                         |
| 16. Jan. 2011 | 2    | Ironman 70.3 Pucón    | Pucón          | 04:21:17 | mit persönlicher Bestzeit auf der Halbdistanz |
| 18. Mai 2008  | 6    | Ironman 70.3 Florida  | Orlando        |          |                                               |
| 2008          | 1    | Ironman 70.3 Cancún   | Cancún         | 04:33:33 | Sieg in Mexiko                                |
| 11. Mai 2002  | 3    | Gulf Coast Triathlon  | Panama City    | 04:53:36 |                                               |

| Datum/Jahr    | Rang | Wettbewerb            | Austragungsort  | Zeit     | Bemerkung                                |
| ------------- | ---- | --------------------- | --------------- | -------- | ---------------------------------------- |
| 9. Sep. 2012  | 7    | Ironman Wisconsin     | Madison         | 10:10:47 |                                          |
| 27. Mai 2012  | 2    | Ironman Brasil        | Florianópolis   | 09:20:51 |                                          |
| 5. Nov. 2011  | 4    | Ironman Florida       | Panama City     | 09:29:07 |                                          |
| 28. Aug. 2011 | 2    | Ironman Canada        | Penticton       | 09:34:54 |                                          |
| 26. Juni 2011 | 3    | Ironman France        | Nizza           | 09:53:08 |                                          |
| 21. Mai 2011  | 6    | Ironman Texas         | The Woodlands   | 09:20:04 | persönliche Bestzeit auf der Langdistanz |
| 6. Nov. 2010  | 3    | Ironman Florida       | Panama City     | 09:21:46 | [ 6 ]                                    |
| 29. Aug. 2010 | 2    | Ironman Louisville    | Louisville      | 09:44:23 | [ 7 ]                                    |
| 6. März 2010  | 3    | Ironman New Zealand   | Taupō           | 09:30:57 | [ 8 ]                                    |
| 30. Aug. 2009 | 3    | Ironman Louisville    | Louisville      | 09:38:23 | hinter der Siegerin Nina Kraft           |
| 19. Apr. 2009 | 5    | Ironman China         | Haikou          | 10:29:53 | [ 9 ]                                    |
| 20. Nov. 2008 | 4    | Ironman Arizona       | Tempe (Arizona) | 09:33:54 |                                          |
| 20. Juli 2008 | 2    | Ironman USA           | Lake Placid     | 09:54:55 |                                          |
| 13. Okt. 2007 | 22   | Ironman Hawaii        | Hawaii          | 10:00:15 |                                          |
| 3. März 2007  |      | Ironman New Zealand   | Taupō           | 09:33:43 |                                          |
| 21. Okt. 2006 | 15   | Ironman Hawaii        | Hawaii          | 09:48:43 |                                          |
| 25. Juni 2006 | 15   | Ironman Coeur d’Alene | Coeur d’Alene   | 10:16:39 |                                          |
| 15. Okt. 2005 | 8    | Ironman Hawaii        | Hawaii          | 09:30:18 | als schnellste US-Amerikanerin           |
| 24. Juli 2005 | 2    | Ironman USA           | Lake Placid     | 09:49:44 | Zweite hinter der Siegerin Heather Fuhr  |
| 16. Okt. 2004 | 14   | Ironman Hawaii        | Hawaii          | 10:25:21 |                                          |
| 25. Juli 2004 |      | Ironman USA           | Lake Placid     | 09:54:29 |                                          |
| 18. Okt. 2003 | DNF  | Ironman Hawaii        | Hawaii          | –        |                                          |
| 27. Juli 2003 |      | Ironman USA           | Lake Placid     | 10:28:38 |                                          |
| 16. Okt. 2002 | 27   | Ironman Hawaii        | Hawaii          | 10:20:24 |                                          |
| 25. Aug. 2002 |      | Ironman Canada        | Penticton       | 09:54:15 |                                          |
| 27. Aug. 2000 |      | Ironman Canada        | Penticton       | 11:12:42 | 8. Rang in der Kategorie W25–29          |

(DNF – Did Not Finish)